# Дюртюлі (Караідельський район)
Дюртюлі́ (рос. Дюртюли, башк. Дүртөйлө) — присілок у складі Караідельського району Башкортостану, Росія. Входить до складу Новобердяської сільської ради.
Населення — 29 осіб (2010; 27 у 2002).
Національний склад:
- башкири — 96 %